# Camptonotus americanus
Camptonotus americanus är en insektsart som först beskrevs av Bruner, L. 1915.  Camptonotus americanus ingår i släktet Camptonotus och familjen Gryllacrididae. Inga underarter finns listade i Catalogue of Life.